# Euphorbia wallichii
Euphorbia wallichii es una especie de planta fanerógama de la familia de las euforbiáceas. Es originaria de Asia.

## Descripción
Es un arbusto perennifolio erecto herbáceo subglabra perenne, que alcanza  hasta 60 cm de altura, con tallos múltiples que surjan directamente de una reserva gruesa, formando grupos densos. Las hojas son alternas, sésiles o subsésiles, ovado-lanceoladas a elíptico-lanceoladas, de 4-11 x 1-3 cm, de color verde brillante por el haz, más pálido por en envés. La inflorescencia en pseudo-umbelas con 5-6 (-7)-rayos. Frutos trilobulado-subglobosos, de 5-7 x 7-8 mm, liso, verde glabrescentes, brillantes. Estilos erguidos, unidos por la mitad de su longitud, 2-3 mm de largo, poco bífida. Semillas ovoides, 4-5 x 3,5 x 3 mm, liso, brillante ± gris, pálido, con una carúncula hemisférica.

## Distribución y hábitat
Se encuentra en Afganistán, Tíbet, Nepal, Sikkim,? Assam. En un terreno pedregoso en morrenas viejas, en las praderas abiertas y en las laderas cubiertas de hierba y colinas, en matorrales de enebro y en el límite de los árboles; a una altitud de 800/2440 metros.

## Taxonomía
Euphorbia wallichii fue descrita por Joseph Dalton Hooker y publicado en The Flora of British India 5(14): 258. 1887.
Etimología
Ver: Euphorbia
wallichii: epíteto otorgado en honor del botánico Nathaniel Wallich.
Sinonimia
- Euphorbia duclouxii H.Lév. & Vaniot
- Euphorbia wallichii subsp. duclouxii (H.Lév. & Vaniot) B.L.Turner
- Euphorbia yunnanensis Radcl.-Sm.
- Tithymalus wallichii (Hook.f.) Soják[4]